# Love Hangover (песня Дженни)
«Love Hangover» — сингл южнокорейской рэперши и певицы Дженни (участницы южнокорейской гёрл-группы Blackpink) с участием американского певца Доминика Файка, выпущенный на лейблах Odd Atelier и Columbia Records 31 января 2025 года в качестве второго сингла из её дебютного студийного альбома Ruby.

## Предыстория
После ухода из YG Entertainment для начала сольной деятельности Дженни основала собственный лейбл Odd Atelier в ноябре 2023 года. В сентябре 2024 года. она подписала контракт с Columbia Records в качестве сольного исполнителя. 11 октября 2024 года Дженни выпустила песню «Mantra» через Odd Atelier и Columbia Records в качестве лид-сингла своего дебютного студийного альбома Ruby. Она начала тизерить продолжение, опубликовав на своём официальном сайте фрагмент трека, сопровождаемый изображением телефона. Она также опубликовала в Instagram фотографию захоронения с подземной точки зрения, показывая закулисный момент со съёмок тогда ещё не анонсированного музыкального видео. 26 января 2025 года она официально анонсировала второй сингл альбома под названием «Love Hangover», загрузив изображение надгробия в форме сердца, на котором было указано название трека и дата его выхода — 31 января. На следующий день она сообщила, что песня является совместной с американским певцом Домиником Файком, опубликовав тизерную фотографию, на которой она лежит в гробу и держит в руках голубые цветы; позже она выложила видео, на котором она в том же месте поёт вместе с фрагментом трека. 29 января она также поделилась снимком себя с Файком с подписью «call me back».

## Композиция и текст песни
«Love Hangover» — это «медленная, среднетемповая поп-песня», которая, по-видимому, вдохновлена одноимённой песней Дайаны Росс 1976 года. Её также описывают как «туманный пост-брейковый» трек, отмеченный «ретро-соулом и программистскими идиосинкразиями». Лирика исследует «эмоциональную суматоху непреодолимого, но токсичного влечения». В припеве Дженни поёт: «Мы говорим, что все кончено/ Но я продолжаю трахаться с тобой/ И каждый раз, когда я это делаю, я просыпаюсь с любовным похмельем», выражая свою борьбу с влечением к тому, кого она ненавидит любить. Во втором куплете появляется Доминик Файк и читает рэп: «She gonna' leave me, but she wants to keep me on, what’s up with that?», продолжая тему борьбы за освобождение от связи, которая не отпускает.

## Видеоклип
Каждый раз, когда я иду на свидание, я продолжаю умирать, когда влюбляюсь. Лирика в какой-то степени похожа на это: я знаю, что мне будет больно и что это будет тяжело, но почему я снова влюбляюсь и упиваюсь этой любовью? Это о похмелье любви. Когда я услышал её в первый раз, она мне очень понравилась. Любой, кто встречался и был влюблён, может легко отнестись к ней».— Дженни о том, как текст песни вдохновил её на создание клипа, Hyell's Club
Сопровождающий клип на песню «Love Hangover» был выпущен вместе с синглом 31 января. В клипе, снятом в Мехико дуэтом Bradley & Pablo, американский актёр Чарльз Мелтон исполнил роль бойфренда Дженни, и они отправились на ряд свиданий, которые закончились катастрофой. После вступительной сцены, в которой её отпевают на похоронах, несколько флэшбеков к свиданиям показывают, что каждое из них заканчивается безвременной смертью Дженни: её съедает кайдзю, выскочивший из киноэкрана, она захлёбывается оливкой от мартини в ресторане, бросается в боулинг и падает с большой высоты. На YouTube-шоу Ли Хё Ри «Hyell’s Club» Дженни объяснила, что концепция клипа была вдохновлена драматическим отражением текста песни.

## Чарты
| Чарт (2025)                         | Высшая позиция |
| ----------------------------------- | -------------- |
| Канада (Billboard Canadian Hot 100) | 72             |
| Мир (Billboard Global 200)          | 29             |
| Гонконг (Billboard Hong Kong Songs) | 10             |
| Малайзия (IFPI)                     | 9              |
| Малайзия International (RIM)        | 5              |
| Новая Зеландия (RMNZ)               | 7              |
| Сингапур (RIAS)                     | 5              |
| Республика Корея (Circle)           | 35             |
| Китайская Республика (Billboard)    | 9              |
| Великобритания (OCC UK Singles)     | 64             |
| США (Billboard Hot 100)             | 96             |

### Комментарии
1. ↑  Одноимённая песня «Love Hangover» американской певицы Дайаны Росс в 1976 году заняла первое место в  Billboard Hot 100[9].